# John Mangefel
Vous lisez un « bon article » labellisé en 2023.
John de Avila Mangefel, né le 10 mai 1932 à Kanifay dans l’État de Yap, et mort le 10 avril 2007 à Colonia à Weloy dans l'État de Yap, est une personnalité politique des États fédérés de Micronésie. Il est membre du Congrès de Micronésie de 1967 à 1979 puis gouverneur de Yap de 1979 à 1987.
Tout d'abord favorable à une aide américaine continue et un partenariat à long terme avec les États-Unis, sa pensée évolue consécutivement aux échecs de l’administration américaine du Territoire sous tutelle des îles du Pacifique. Il préconise alors une plus forte souveraineté des peuples micronésiens et une protection des cultures traditionnelles.
Considéré comme un des pères fondateurs des États fédérés de Micronésie, il joue un rôle actif dans la création du pays et l'élaboration du Traité de libre-association qui régit les relations entre les États fédérés de Micronésie et les États-Unis.

## Biographie

### Situation familiale
John de Avila Mangefel naît le 10 mai 1932 de parents yapais, Tamarad et Mitinyeg, dans le village de Gap dans la municipalité de Kanifay dans les îles Yap, dans le Mandat des îles du Pacifique,. Il est membre d'une caste élevée de la société yapaise.

### Scolarité et carrière dans l'enseignement
John Mangefel commence ses études primaires en 1939, durant la période de tutelle japonaise, dans une école où les cours se déroulent dans cette langue. Sa scolarité est interrompue par les bombardements de la Seconde Guerre mondiale, qui détruisent son école,,. Il est ensuite employé à des travaux de réparation sur la piste d’atterrissage japonaise.
À environ dix ans, il fait l'objet d'une adoption traditionnelle et doit quitter le village de Gap dans la municipalité de Kanifay pour le village d'Ateliu dans la municipalité de Fanif, d'où est originaire sa mère. Il emménage chez son oncle maternel. L'adoption peut être le moyen d'unir deux lignages ou d'aider au soutien d'une personne âgée isolée, mais dans le cas présent, elle pourrait résulter de la proximité de Gap avec l'aérodrome japonais, régulièrement bombardé pendant la Seconde Guerre mondiale. John Mangefel conserve le lien avec sa famille biologique.
Après la capitulation japonaise de 1945 et l'occupation américaine, il poursuit son cursus à la Kanifay Elementary School puis à compter de 1948 à la Yap Intermediate School,. Entre 1951 et 1953, il étudie à la Pacific Islands Central School dans l'État de Chuuk.

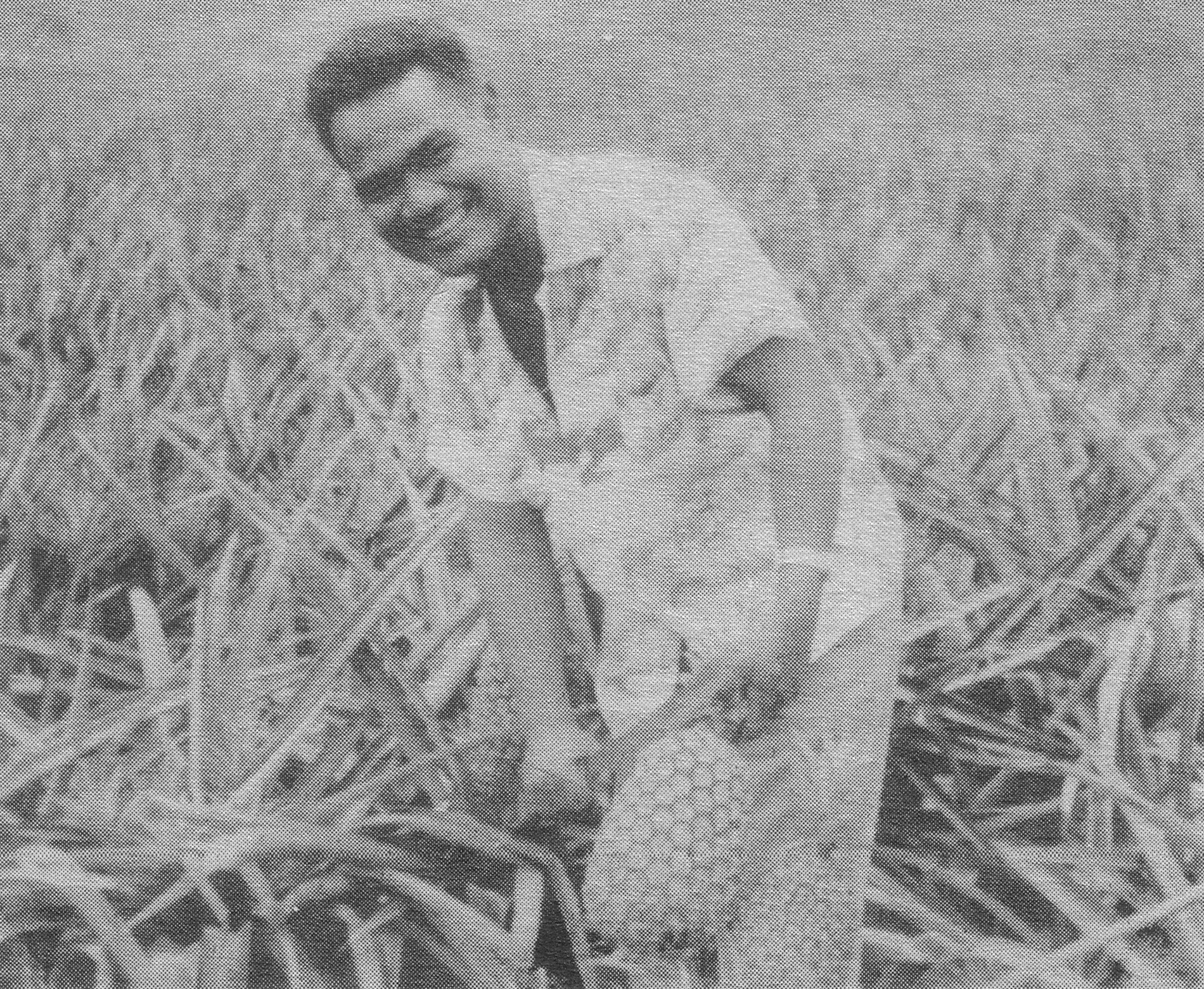
John Mangefel récoltant un ananas aux îles Yap en 1956.

Après être revenu travailler quelque temps sur les îles Yap en tant qu'interprète pour le Territoire sous Tutelle des îles du Pacifique puis être devenu enseignant, il obtient une bourse d'études de deux ans financée par le Territoire. Elle lui permet d'intégrer en 1954 un lycée à Hawaï, spécialisé dans la formation des enseignants puis l'année suivante d'intégrer l'université d'Hawaï. De retour à son domicile, il obtient une bourse de la John Hay Whitney Foundation pour une année supplémentaire à l'université d'Hawaï,,,. Il reçoit en 1957 un prix du Pacific and Asian Affairs Council pour un ouvrage intitulé Eight Stories from Yap Island.
À l'automne 1957, il intègre en tant que correspondant l'équipe du périodique Micronesian reporter. De 1957 à 1960, il est enseignant en école élémentaire aux îles Yap, formateur d'enseignants et directeur de l'école de Tomil, la plus grande école primaire du district.
Il obtient une nouvelle bourse d'études de trois ans pour l'université d'Hawaï et s'installe avec sa famille dans cette ville,. Il côtoie entre autres Bethwel Henry, Tosiwo Nakayama et Bailey Olter et s'inscrit au Micronesian Club. Il écrit pendant cette période des nouvelles et des poèmes, dont certains attirent l'attention. Il quitte l'université en 1963 avec une licence en littérature anglaise, et une mineure en éducation, qui l'a formé à l'art oratoire et à l'écriture,. John Mangefel est le premier Yapais à obtenir un diplôme universitaire, et fait également partie de la première vague d'élites politiques éduquées de la région de Micronésie. Ses séjours sur le territoire américain lui permettent d'évaluer les valeurs et la culture de la société américaine. Comme d'autres intellectuels micronésiens, il est confronté au racisme. Il développe d'après lui « l'idée idiote que mon propre peuple est le meilleur de tous ».
De retour aux îles Yap, il enseigne à nouveau, puis intègre le Département de l'Éducation du Territoire.

## Carrière politique

### Mandat local puis élection au Congrès de Micronésie
John Mangefel est élu à la première législature du district de Yap qui tient sa session inaugurale durant l'été 1959. Il devient également juge associé.
Fin 1967, il quitte son poste de surintendant des écoles primaires de Yap, car il est élu au siège des îles Yap à la Chambre des représentants du Congrès de Micronésie, qu'il intègre le 3 janvier 1968,. Il conserve son siège en 1971 et devient président du comité des questions sociales,. En novembre 1972, il est élu sénateur pour le district de Yap au Congrès, et prend ses fonctions le 8 janvier 1973. Il est réélu fin 1975. Il se montre un fervent supporter de Tosiwo Nakayama au Congrès.

#### Partisan d'un rapprochement avec les États-Unis
Durant l'été 1969, alors qu'il est membre de la Commission pour le futur statut politique au Congrès, John Mangefel est incorporé à la Délégation pour le statut politique dont le rôle est de présenter au gouvernement américain les points importants dans l'esprit des leaders micronésiens sur le devenir du Territoire. À cette époque, il est partisan d'un partenariat honorable avec les États-Unis plutôt que de l'indépendance, pour autant que cette relation reconnaisse la souveraineté et le contrôle des peuples micronésiens sur les terres, rares et donc précieuses, sur les îles. Cette commission est remplacée durant l'été 1970 par le Comité mixte sur le statut futur, dont John Mangefel est membre. Elle est un instrument du Congrès chargé de négocier avec les États-Unis, d'étudier les implications économiques de l'indépendance ou d'une libre-association, d'envisager les formes de gouvernement démocratiques internes.
Concomitamment aux négociations sur le statut politique du Territoire, se poursuivent des réunions sur le Traité de libre-association. John Mangefel veille à ce que ce document, nécessaire à l'économie, n'entraîne pas une détérioration des valeurs traditionnelles des îles, par l'imposition d'un mode de vie, ce qu'il traduit par cette phrase à destination des États-Unis : « Je peux mettre mon canoë sur votre porte-bagages mais vous ne pouvez pas mettre votre porte-bagages sur mon canoë »,.
À la toute fin des années 1960 et au début des années 1970, les parlementaires micronésiens sont à la recherche d'un plan de développement économique robuste que l'administration américaine ne parvient pas à leur fournir. Par conséquent, entre 1971 et 1975, le Congrès vote plusieurs résolutions appelant le Haut-commissaire du Territoire à se rapprocher soit de la Banque mondiale soit du Programme des Nations unies pour le développement, ou invitant directement ce dernier à faire des propositions. Dès 1971, John Mangefel doute de l'intérêt de faire appel à ces agences étrangères dont l'action, selon lui, ne ferait que doublonner les efforts existants et ajouter une couche de bureaucratie. En août 1972, il déclare au Congrès que la Micronésie ne parviendra à un développement économique réel et significatif qu'avec une aide américaine continue et la formalisation d'une association politique à long terme avec les États-Unis.
Aucun des nombreux plans économiques élaborés n'est mis en œuvre par les autorités américaines et le Congrès, faute de vision d'ensemble, ne peut agir que de façon limitée. À partir de l'été 1972, les autorités américaines bloquent les négociations politiques dont la direction ne leur convient pas et refusent d'envisager l'hypothèse de l'indépendance.

#### Critique acerbe des États-Unis et du Congrès
Vers le milieu des années 1970, John Mangefel, déçu de l'action américaine en matière d'économie, modifie considérablement son point de vue, alors que d'autres membres du Congrès continuent de considérer les États-Unis comme la source ultime de financement. Il se fait un commentateur habile et adroit du choc des systèmes et des pratiques culturelles qui résulte de la proposition d'un développement économique en Micronésie américaine.

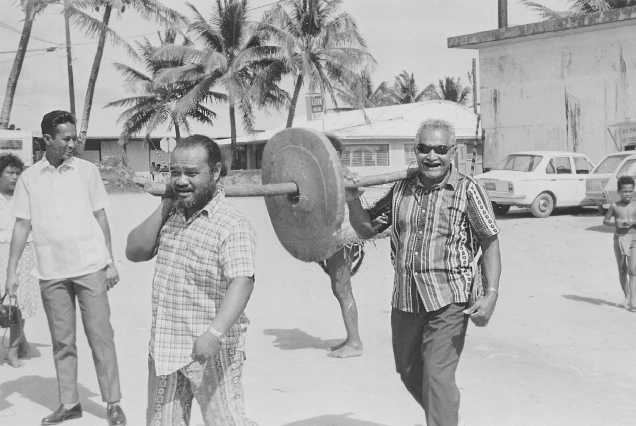
John Mangefel et le chef Andrew Roboman, président du conseil traditionnel de Yap, transportant une monnaie de pierre lors de la cérémonie d'ouverture de la première banque de Yap, en 1976.

À partir du 26 février 1976, il lit au Congrès de Micronésie des lettres très critiques et empreintes d'humour reçues d'un cousin fictif, Ngabchai, un jeune Yapais d'une vingtaine d'années diplômé d'une université américaine en anthropologie et en psychologie. Ce dernier souhaite expliquer certaines des habitudes et des comportements étranges, souvent contre-nature, des Américains. Pour l'historien David Hanlon, « une contre-ethnographie forte et poignante s'est ainsi frayée un chemin à travers le récit humoristique et apparemment bénin de Mangefel ». Les Américains, personnes ingénues, ont créé une nouvelle catégorie de condition climatique appelée smog très coûteuse à créer et à maintenir, ont un intérêt malsain pour le sexe et la violence, traitent leurs ennemis mieux que leurs amis, ont un penchant pour les activités secrètes qui vont à l'encontre de leurs prétentions à une société ouverte et démocratique, ont du mal à comprendre les populations non européennes et en ont une vision distordue. Ngabchai remarque que les autochtones d'Amérique ne fêtent pas le bicentenaire de la création de la nation américaine, ce qui en dit long sur l'unité de la nation.
Ces lettres critiquent également l'administration américaine pour son ineptie. En octobre 1978, les États-Unis étendent leur programme d'aide alimentaire au Territoire sous tutelle des îles du Pacifique, provoquant des réactions contrastées. John Mangefel remarque avec humour que le Territoire a rejoint la Russie et la Chine, deux nations ennemies des États-Unis, comme récipiendaires des surplus agricoles américains et se demande ce qu'il faut en conclure. Il s'étonne que le nombre de personnes éligibles soit supérieur aux chiffres de la population, suspecte que nombre d'Américains ont bien plus besoin de cette nourriture que les Micronésiens et prédit qu'une partie conséquente de cette nourriture ira aux poulets et aux cochons. Un audit réalisé deux mois plus tard révèle le caractère inapproprié de cette aide qui diminue l'autonomie alimentaire et encourage la dépendance à la nourriture importée.
Le Congrès de Micronésie est aussi ciblé pour son manque de productivité bien qu'il soit occupé, pour autant que « lire, rire, parler, plaisanter, débattre, faire des discours et mâcher des noix de bétel constituent des activités qui puissent être interprétées comme occupé ». Il dénonce l'imitation des mœurs américaines, dans le théâtre du Congrès, à travers le port de la cravate et de costumes inadaptés au climat du Pacifique Sud, vêtements perçus comme des signes de la richesse étrangère. Il milite pour une réduction du temps de travail de huit heures, issu des pratiques étrangères, à six heures, une période plus adaptée au rythme et aux nécessités de la vie locale. Il s'insurge contre les dépenses excessives dans les négociations avec les États-Unis pour le futur statut du Territoire, un argent qui serait mieux employé au développement économique. Dans sa version du Notre Père, John Mangefel se moque de la dépendance croissance des Micronésiens à l'aide américaine, les fonds reçus dépassant largement les taxes qui pourraient être perçues. Selon lui, les Micronésiens ne doivent pas espérer que « le grand père Noël blanc » vienne leur offrir des cadeaux pour toujours. John Mangefel estime que l'unité des Micronésiens n'est pas menacée de l'extérieur — des personnalités de l'administration américaine ou des écoutes de la CIA comme il est avéré y en avoir eu — mais par les divisions internes.
Durant une grande partie de sa carrière politique, il utilise ses positions pour faire valoir que le colonialisme a dépouillé les Micronésiens de leur souveraineté politique. Il se soucie profondément de la Micronésie, des valeurs traditionnelles des îles et de l'unité.

### Gouverneur de l’État de Yap et fin de carrière
En 1975, le Congrès de Micronésie promulgue un statut appelant à une convention constitutionnelle qui se tient la même année. La constitution est rejetée en 1978 par les Palaos et les îles Marshall mais acceptée par Chuuk, Pohnpei, Kosrae et Yap. La mise en œuvre du Traité de libre-association et la fin de la tutelle pour les États fédérés de Micronésie est proclamée le 3 novembre 1986. Le pays devient officiellement indépendant et souverain.

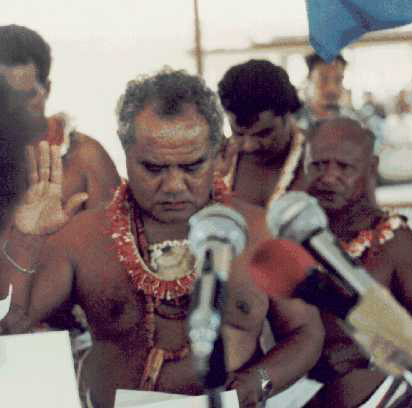
Prestation de serment du gouverneur de Yap, John Mangefel, en tenue traditionnelle, le 8 janvier 1979.

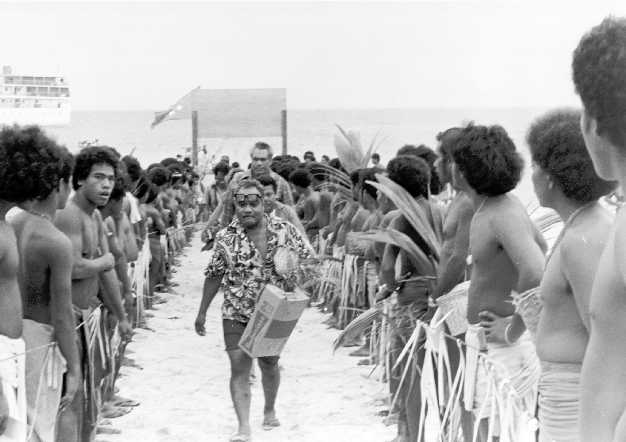
Arrivée du gouverneur John Mangefel à Ulithi, le 10 janvier 1979.

En 1978, les chefs du conseil traditionnel des Îles Yap lui demandent de se présenter au tout nouveau poste de gouverneur de l’État de Yap, ce qu'il ne peut refuser,. Il y est élu face à Edmund Gilmar. Il choisit pour lieutenant-gouverneur, pour se conformer à la charte de Yap, un homme des îles extérieures de Yap, Hilary Tacheliol. Il apparaît à son discours d'inauguration le 9 janvier 1979 vêtu d'un pagne afin de montrer l'importance de la culture traditionnelle. Il y déclare nécessaire la préservation de la culture yapaise face à l'influence étrangère et la construction du pays d'une manière qui soit étroitement conforme aux traditions,,. Il est réélu pour un mandat de quatre ans en 1983.
Au cours de ses deux mandats, le tourisme n'est pas encouragé et les investissements étrangers sont acceptés tant qu'ils sont en partenariat avec les populations locales. Il œuvre pour favoriser l'autonomie alimentaire, diversifier l'économie, diminuer la consommation d'alcool, généralement importé, tant pour des raisons de santé publique que pour la fuite des capitaux qu'elle occasionne, développer les réseaux d'eau, faire perdurer les savoir-faire et les traditions.
En 1989, il devient membre du conseil d'administration de la banque de développement des États fédérés de Micronésie. En 1997, il est planificateur national puis sous-secrétaire aux Affaires extérieures. John Mangefel prend sa retraite en décembre 1998.
Dans une tribune publiée en 1999, il constate que l'économie des États fédérés de Micronésie n'existe que par l'existence du Traité de libre-association. Les millions de dollars dépensés dans la pêche ont peu apporté en matière de développement économique et il préconise de cibler les financements sur de petits développements concrets et abordables, durables et aisément gérables localement. Il ajoute avec humour que le cerveau micronésien se vend plus cher dans les laboratoires qu'un cerveau paluan, chamorro, tongien, samoan ou fidjien parce qu'il n'a pas encore été utilisé.
Il meurt d'un cancer de la bouche le 10 avril 2007 après plus d'un mois d'hospitalisation au Yap Memorial Hospital à Colonia et reçoit les honneurs de funérailles organisées par l’État de Yap le 20 avril,. Il est considéré comme un des pères fondateurs du pays,.

## Personnalité
Personnage très apprécié de ses contemporains, John Mangefel est reconnu pour son sens de l'humour qui lui permet, selon l'ancien président John Haglelgam, de mettre les gens à l'aise et de dire les choses les plus scandaleuses sans encourir la colère de ses interlocuteurs. En 1972, il dépose un projet de loi pour remplacer le Code du Territoire sous tutelle des îles du Pacifique par les Dix Commandements,. Dans la seconde moitié des années 1970, alors qu'il est sénateur au Congrès de Micronésie, il dépose un projet de loi visant à interdire le port de la cravate, « invention néfaste », « offensante pour les mœurs du peuple de Micronésie », article vestimentaire n'ayant « aucune qualité sociale rédemptrice », et déclare qu'elle est « le mal le plus insidieux perpétré sur le peuple de Micronésie au cours des 400 dernières années ».
Son style vestimentaire habituel « tongs en caoutchouc, T-shirt, short, et un sac de noix de bétel bien rempli et fermement serré sous le bras » peut amener ceux qui ne le connaissent pas à sous-estimer sa perspicacité. Il a pour habitude dans les années 1960 et 1970, au cours des réunions de leaders micronésiens au sujet de l'avenir des îles, lorsqu'il est prêt à poser une question ou à faire un commentaire, de se préparer, avec une grande lenteur, une chique de bétel, pesant soigneusement les choses dans son esprit comme il est de coutume dans les îles Yap, laissant ses interlocuteurs dans l'attente. Selon Tosiwo Nakayama, plus les gens s'impatientent pour une réponse rapide, plus il semble prendre son temps pour finir de mâcher sa noix de bétel.

## Œuvres

### Ouvrages
- (en) John Mangefel, Eight Stories from Yap Island, Honolulu, University of Hawaii, 1957.
- (en) John Mangefel, Mr. Porcupine Fish, a Legend of Yap, Saipan, TTPI Office of the High Commissioner, 1960, 12 p.
- (en) John A. Mangefel et Michael F. Caldwell, A Caroline Island cultural perspective on disability : a compilation of information and activities from sources and documents relating to the history of education (including special education) in the Federated States of Micronesia, Palikir, College of Micronesia-FSM, 2006, XII-342 p. (ISBN 971-691-436-9 et 978-971-691-436-8, OCLC 602098078).

### Nouvelles parues dans leMicronesian Reporter
- (en) John Mangefel (ill. James Mangefel), « Pirow and the Galuf — A Legend », Micronesian reporter, vol. VI, no 2,‎ 1958, p. 12-13 (lire en ligne).
- (en) John Mangefel, « Gap'Luw and Galuf », Micronesian reporter, vol. VI, no 3,‎ 1958, p. 16 (lire en ligne).
- (en) John Mangefel, « The youngest brother and the dirty boy », Micronesian reporter, vol. VI, no 5,‎ 1958, p. 21-22 (lire en ligne).
- (en) John Mangefel, « The girl who liked fish eyes », Micronesian reporter, vol. VI, no 6,‎ 1958, p. 16-18 (lire en ligne).
- (en) John Mangefel, « Kaba ko Pumuon : "Still With The Old People". A Yapese legend », Micronesian reporter, vol. VII, no 4,‎ 1959, p. 16-17 (lire en ligne).
- (en) John Mangefel, « The story of Walathol », Micronesian reporter, vol. X, no 2,‎ 1962, p. 24-25 (lire en ligne).
- (en) John Mangefel, « Kou and Buneney : Two birds », Micronesian reporter, vol. X, no 3,‎ 1962, p. 26 (lire en ligne).
- (en) John Mangefel, « The Seven Cousins and the Cunning Crocodile », Micronesian reporter, vol. XXVI, no 1,‎ 1978, p. 17-23 (lire en ligne). Ce texte est une satire de la situation politique des sept districts du Territoire sous tutelle des îles du Pacifique vis-à-vis des États-Unis[33].

### Sélection de témoignages et de tribunes parues dans des périodiques
- (en) John Mangefel, « A Micronesian looks at the Future », Micronesian reporter, vol. IX, no 2,‎ 1961, p. 8-9 (lire en ligne).
- (en) John Mangefel, « A student's thoughts from Hawaii », Micronesian reporter, vol. X, no 6,‎ 1962, p. 18-19 (lire en ligne).
- (en) John Mangefel, « “Who Do You Trust?,” », Friends of Micronesia, vol. 3, no 4,‎ 1973 (lire en ligne).